# Convenio
Convenio, investiční fond s proměnným základním kapitálem, a.s. je český nemovitostní fond. Byl vlastníkem bytů v nově vybudovaném bytovém komplexu Rezidence Korunní v Praze na Vinohradech, v roce 2014 se stal vlastníkem chystaného bytového komplexu v Praze na Chodově.

## Historie
Nemovitostní fond Convenio založila holandská developerská skupina Sekyra Group Real Estate N.V. (SGRE), ovládaná prostřednictvím kyperské společnosti SGR Holdings Ltd. českým podnikatelem Luďkem Sekyrou. Správcem fondu stala investiční společnost Hanover Asset Management, která týden po založení fondu porušila zákon o kolektivním investování a Česká národní banka jí odebrala povolení k činnosti investiční společnosti.

## Rezidence Korunní
V roce 2004 se developerská společnost Sekyra Group stala jediným akcionářem farmaceutické společnosti Sevapharma. Sevapharma byla v té době výrobcem alergenů, immodinu, bakteriálních a virových vakcín a reagencií. V následujícím roce nový vlastník převedl výrobní areál společnosti v Praze na Vinohradech na nově založenou společnost Rezidence Korunní a společnost Sevapharma prodal. V roce 2006 odkoupila čtvrtinový podíl ve společnosti Rezidence Korunní britská WHARTON CAPITAL LTD. Byla schválena demolice původních budov a výstavba nového bytového komplexu Rezidence Korunní s 286 byty.
V říjnu 2007 oznámila developerská společnost Sekyra Group Real Estate (SGRE), že si v chystaném bytovém komplexu rezervovalo bydlení "téměř 100 zájemců". O rok později bylo podle prohlášení SGRE volných již jen zhruba 40 % bytových jednotek.
V červenci 2010 koupila SGRE od britské WHARTON CAPITAL LTD za 10 milionů korun čtvrtinový podíl ve společnosti Rezidence Korunní a stala se jejím jediným vlastníkem. 24. října 2010, jen několik dnů před kolaudací, vložila SGRE společnost Rezidence Korunní do fondu Convenio. Projekt získal „Cenu čtenářů mediálních partnerů“ v rámci soutěže Nejlepší z realit.
V průběhu finančního roku končícího 31. prosince 2011 fond realizoval prodej 188 bytových jednotek (66 %). V polovině května 2013 fond vlastnil 30 % bytového komplexu Rezidence Korunní.

## Riverside Apartments
V roce 2011 SGRE oznámila záměr vložit do fondu Convenio také společnost Riverside Apartments, která vybudovala rezidenční komplex se 182 byty u stanice metra Opatov.